# Raymond Passello
Raymond Passello (12 januari 1905 - 16 maart 1987) was een Zwitsers voetballer die speelde als aanvaller.

## Carrière
Passello speelde gedurende zijn carrière voor Servette Genève. Hij veroverde met hen vijf landstitels en één beker.
Hij speelde 18 interlands voor Zwitserland waarin hij drie keer tot scoren kwam. Hij nam ook deel aan de Olympische Spelen in 1928 in Amsterdam en aan het WK voetbal 1934 in Italië.

## Erelijst
- Servette Genève
  - Landskampioen: 1925, 1926, 1930, 1933, 1934
  - Zwitserse voetbalbeker: 1928